# Elecciones presidenciales de Kirguistán de 2009
Las elecciones presidenciales de Kirguistán se llevaron a cabo el 23 de junio de 2009, siendo las últimas elecciones del país bajo un sistema presidencialista, ya que luego de la Revolución de 2010, el país pasaría a ser una república parlamentaria. Inicialmente destinadas a celebrarse en octubre, una comisión del Parlamento propuso la fecha de las elecciones en julio, propuesta que luego fue aprobada por el presidente incumbente Kurmanbek Bakíev, cuyo partido, Ak Jol, dominaba el parlamento. Bakiyev había anunciado su intención de presentarse a la reelección. Bakiyev fue renombrado candidato de su partido el 1 de mayo de 2009.
Estas elecciones fueron acusadas de fraudulentas, sobre todo por el principal rival de Bakíev y líder de la oposición, el socialdemócrata Almazbek Atambayev, quien retiró su candidatura argumentando fraude generalizado. Estas elecciones, sumado a la crisis energética, serían de los principales detonantes que desatarían la revuelta popular que derrocaría a Bakíev a principios del año siguiente, y que traería la democratización definitiva del país.

## Candidatos

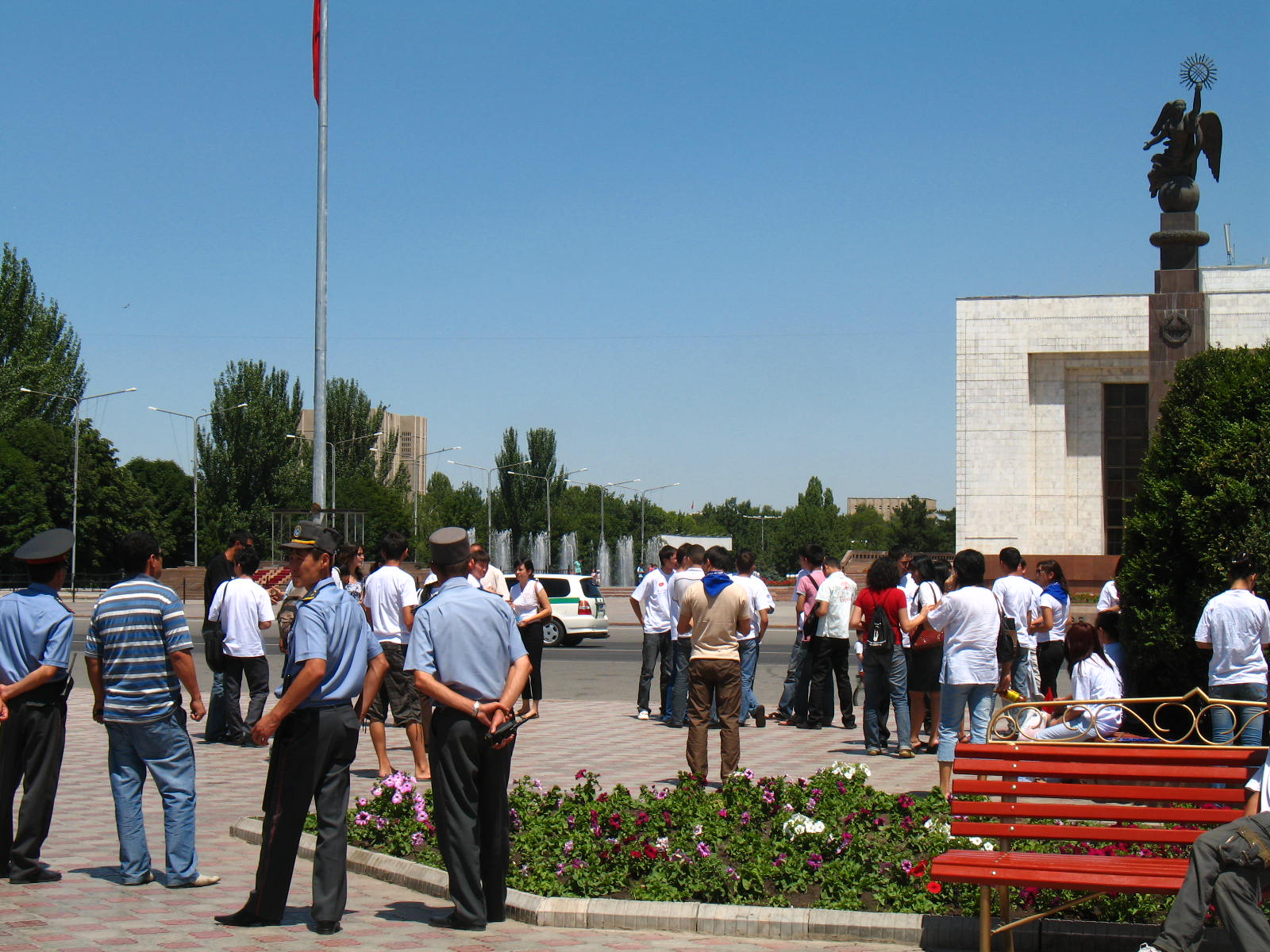
Manifestación de estudiantes pro-Atambayev en Ala-Too Square a principios de julio.

A pesar de un cambio constitucional que extendía el mandato presidencial de cuatro a cinco años, el Tribunal Superior dictaminó que no se aplicaría sino hasta la próxima elección, por lo que las elecciones presidenciales se celebraron el 23 de julio de 2009.
Inicialmente, había 18 candidatos potenciales para las elecciones.  El 20 de abril de 2009, la Oposición Unida anunció que su candidato sería Almazbek Atambayev, el líder del Partido Socialdemócrata de Kirguistán, segunda fuerza política del país y único partido aparte del Ak Jol que había obtenido escaños en el Parlamento. Otro político de la oposición y candidato potencial, el exministro de Defensa Ismail Isakov, anunció el 19 de mayo que no se presentaría para animar a sus seguidores a votar por Atambayev y mejorar sus posibilidades de sacar del poder a Bakíev, reduciendo de 18 a 17 la lista de candidatos potenciales. Finalmente, fueron aprobados tan solo Bakíev, Atambayev, y las tres candidaturas de Toktayym Ümötalieva, Jengishbek Nazaraliev, y Temir Sariyev.
La campaña publicitaria de Bakiev se componía fundamentalmente de los anuncios de televisión, vallas publicitarias, y volantes de papel en las ventanas de las tiendas, empresas y quioscos. La campaña publicitaria de Nazaraliev consistía principalmente en volantes de propaganda y revistas pasaron a través de las residencias en Kirguistán, así como pequeños anuncios de papel pegados a las paredes y los postes a lo largo de Biskek. Atambayev realizó manifestaciones y también había publicado anuncios de papel. Motuev tenía al menos una valla publicitaria, cerca de Zum.

## Día de las elecciones
El día de la elección, el candidato Jengishbek Nazaraliev retiró su candidatura, afirmando que la elección sería ilegítima y fraudulenta, recibiendo el 0,83% de los votos. Al mismo tiempo, Atambayev, que había quedado segundo con el 8,41%, hizo lo propio, exigiendo la cancelación de dichas elecciones y la celebración de comicios limpios, y declaró: "Debido a violaciones masivas, sin precedentes, consideramos estas elecciones ilegítimas y exigimos que una nueva elección debe ser realizada."
La participación en las elecciones fue del 79,3%, y Bakíyev ganó la reelección para un mandato de cinco años con el 76,12% de los votos. Una manifestación de la oposición en la jornada electoral fue disuelta por la policía de Kirguistán. El día después de las elecciones la oposición afirmó que planearía más protestas.

## Resultados
|  | 76.12 % |

|  | 8.41 % |

|  | 6.74 % |

|  | 1.14 % |

|  | 0.93 % |

|  | 0.83 % |

|  | 94.17 % |

|  | 1.17 % |

|  | 4.66 % |

|  | 79.30 % |

|  | 20.70 % |